# Картрайт, Джон Роберт
Достопочтенный Джон Ро́берт Ка́ртрайт (англ. John Robert Cartwright, 23 марта 1895 — 24 ноября 1979) — главный судья Верховного суда Канады с 1967 по 1970.
Картрайт родился в Торонто в семье Джеймса Строна Картрайта и Джейн Элизабет Янг. По окончании Верхнеканадского колледжа в 1912 он поступил в Юридическую школу Осгуд-Холл, которую оканчивали многие будущие судьи Верховного суда Канады.